# جيمي كيلي (لاعب كرة قدم مواليد 1954)
جيمي كيلي (بالإنجليزية: Jimmy Kelly)‏ هو لاعب كرة قدم بريطاني في مركز نصف الجناح، ولد في 6 فبراير 1954 في Aldergrove, County Antrim ‏ في المملكة المتحدة. لعب مع غلينتوران وكيدرمينستر هاريرز ونادي ريكسهام ونادي كليفتونفيل ونادي والسول ووولفرهامبتون واندررز.